# 諾特德塞維拉山脈

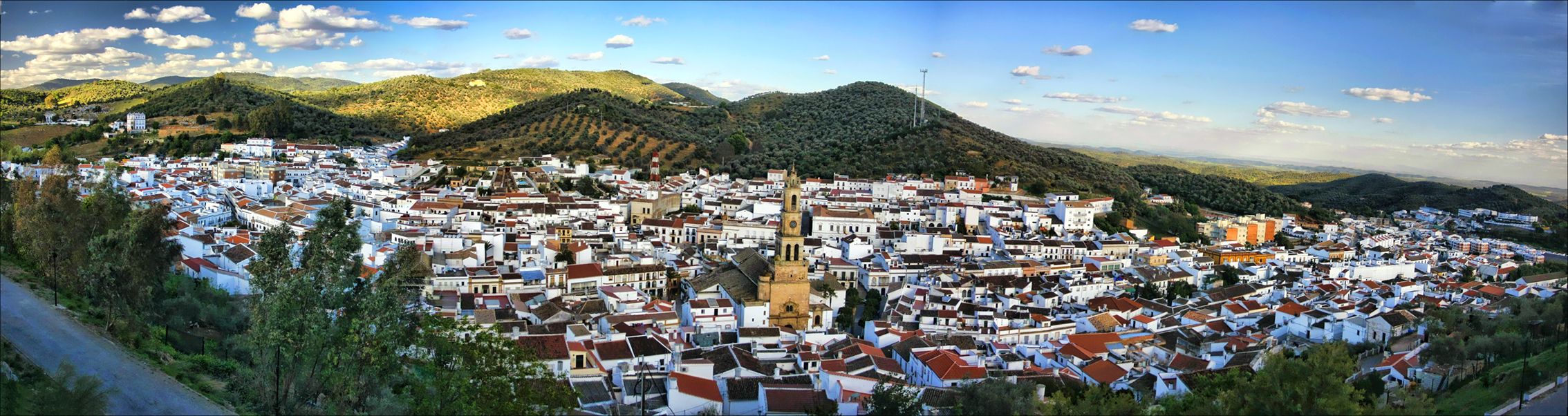

37°55′0″N 5°40′30″W / 37.91667°N 5.67500°W
諾特德塞維拉山脈（西班牙語：Sierra Norte de Sevilla），是西班牙的山脈，位於該國南部安達盧西亞，屬於馬德羅納山脈的一部分，長48公里、寬15公里，最高點海拔高度960米。